# 宝塚市立長尾小学校
宝塚市立長尾小学校（たからづかしりつ ながおしょうがっこう）は、兵庫県宝塚市にある公立小学校。
令和6年5月1日現在の児童数は1076人。

## 沿革
長尾小学校はかつて今より南の伊丹市に位置していたが、1959年に現在の土地に移転した。この当時はほとんどの学校と同じように北側に校舎があったが2007年に現在の南側へと移転した。そのようになった経緯は学校としての機能を維持しながらも建て替えを進めるためであった。

### 年表
- 1873年（明治6年） - 山本小学校設立
- 1879年（明治12年） - 長尾小学校に改称
- 1885年（明治18年） - 長尾・摂陽小学校を併合し勤成小学校に改称
- 1887年（明治20年） - 長尾簡易小学校に改称
- 1891年（明治24年） - 村立長尾尋常小学校に改称
- 1896年（明治29年） - 村立長尾尋常高等小学校に改称
- 1941年（昭和16年） - 村立長尾国民学校に改称
- 1955年（昭和30年） - 宝塚市立長尾小学校となる
- 1959年（昭和34年） - 現在の土地に移転
- 1963年（昭和38年） - プール竣工
- 1966年（昭和41年） - 西校舎完成
- 1969年（昭和44年） - 長尾南小学校を分離
- 1976年（昭和51年） - 中山桜台小学校を分離
- 1977年（昭和52年） - 長尾台小学校を分離
- 1982年（昭和57年） - 体育館竣工
- 1983年（昭和58年） - 安倉北小学校を分離
- 1989年（平成元年） - 本館工事
- 1991年（平成3年） - 運動場整備
- 1994年（平成6年） - 山手台小学校を分離
- 1995年（平成7年） - 阪神・淡路大震災により避難所となる　児童1名死亡
- 1998年（平成10年） - 体育倉庫・遊具設置
- 1999年（平成11年） - コンピューター室設置
- 2007年（平成19年） - 新校舎竣工

## 行事
毎年育友会の主催で、長尾まつりが開催されている。

## 著名な卒業生
- クボケンジ(シンガーソングライター)

## 交通
- 交通機関の場合：阪急電鉄山本駅から北西へ10分ほど。
- 車の場合：国道176号山本交番南交差点を山本駅方面に入り、阪急バス宝塚山手台1丁目停留所手前で左折。

## 通学区域が隣接している学校
- 宝塚市立長尾南小学校
- 伊丹市立天神川小学校
- 宝塚市立安倉北小学校
- 宝塚市立小浜小学校
- 宝塚市立売布小学校
- 宝塚市立宝塚小学校
- 宝塚市立西谷小学校
- 宝塚市立中山台小学校
- 宝塚市立山手台小学校
- 宝塚市立長尾台小学校
- 川西市立加茂小学校